# Chaetopteryx trinacriae
Chaetopteryx trinacriae là một loài Trichoptera trong họ Limnephilidae. Chúng phân bố ở miền Cổ bắc.